# ルーザー
「ルーザー」 (Loser) は、アメリカ合衆国のミュージシャン、ベックの楽曲である。アナログ盤のリードトラックとしてリリース後、彼のメジャー・デビュー・アルバム『メロウ・ゴールド』の先行シングルにもなった。

## 概要
「I'm a loser baby so why don't you kill me ?（俺は負け犬。さっさと殺せば？）」という、毒々しさを含みながらもユーモア的かつキャッチーなコーラス（サビ）と、当時珍しかったラップ＋フォーク・ブルースの融合とも言えるサウンドで、ビルボードのHot Modern Rock Tracksチャートで1位、シングル総合でも10位となる大ヒットを記録した。
サビの歌詞は、ベックが自らのラップを録音したものを聴き、そのあまりのスキルのなさに「ああ、俺は最低のラッパーだ。殺してくれ」と思ったことから生まれたという。歌詞に"ジェネレーションX"特有の自嘲や敵意に満ちた皮肉を読み取る向きもあったが、ベック自身は特に深い意味は込めていないと語っている。
しばしば、オルタナティヴ・ロックにおける自虐的雰囲気を伴った楽曲として、ニルヴァーナの「スメルズ・ライク・ティーン・スピリット」やレディオヘッドの「クリープ」と並べて語られる曲だが、それら2曲がアーティストのイメージを縛る足枷として否定的に扱われていたのに対し、ベックは「ルーザー」を飄々と「ブレイクのきっかけ」として演奏し、現在まで多くのライブのセットリストに普通に組み込まれ続けている。

## 収録曲
| #  | タイトル                                                                                     | 作詞・作曲            | 時間  |
| -- | -------------------------------------------------------------------------------------------- | --------------------- | ----- |
| 1. | 「ルーザー (LPヴァージョン)」(Loser (LP Version))                                            | Beck, Karl Stephensen | 03:55 |
| 2. | 「トータリー・コンフューズド」(Totally Confused)                                             | Beck                  | 03:28 |
| 3. | 「コルヴェット・バマー」(Corvette Bummer)                                                    | Beck                  | 04:56 |
| 4. | 「MTV メイクス・ミー・ウォント・トゥ・スモーク・クラック」(MTV Makes Me Want to Smoke Crack) | Beck                  | 03:31 |